# Mike Foppen
Mike Foppen (Nijmegen, 29 november 1996) is een Nederlands atleet, die zich toelegt op de middellange en lange afstanden. Hij veroverde tussen 2016 en 2023 tien nationale titels, was in 2020-2021 ruim een half jaar Nederlands recordhouder op de 5 km en is dat sinds 2025 opnieuw. Op de baan is hij zowel in- als outdoor Nederlands recordhouder op de 5000 m. Bovendien had hij van 2021 tot 2025 het Nederlandse indoorrecord op de 3000 m op zijn naam staan en op de weg van 2024 tot 2025 dat op de 10 km. Hij nam tweemaal deel aan de Olympische Spelen.

## Loopbaan
Foppen doet sinds zijn achtste aan atletiek. Hij is lid van AV Cifla en maakt deel uit van Team Zevenheuvelen. 
Op 19 juli 2020 liep hij tijdens de Seven Hills Testrun, een vanwege de coronapandemie voor het publiek geheim gehouden wedstrijd in het Goffertpark in Nijmegen, de 5 km in 13.31, een Nederlands record. De vorige nationale toptijd stond op 13.46 op naam van Kamiel Maase en dateerde uit 1997. Deze tijd werd eerder weliswaar van de recordlijsten verwijderd, maar nadat de Atletiekunie had laten weten het beleid van World Athletics te zullen volgen, werd dit onderdeel weer aan de recordlijst  toegevoegd.
Nog geen maand later evenaarde Foppen op 14 augustus 2020 tijdens de Herculismeeting in Monaco het Nederlands record op de 5000 m van 13.13,06, dat sinds 6 september 2002 eveneens op naam stond van Kamiel Maase. Op 15 juli 2023 liep Foppen bij de Nacht van de Atletiek in het Belgische Heusden-Zolder een nieuwe recordtijd van 13.05,66.
Op 10 augustus 2024 stond Foppen in de olympische finale van de 5000 m in Parijs, waarin hij als 13e eindigde.

## Nederlandse kampioenschappen
Outdoor
| Onderdeel | Jaar                   |
| --------- | ---------------------- |
| 1500 m    | 2016                   |
| 5000 m    | 2019, 2020, 2021, 2023 |
| 10.000 m  | 2020                   |
| veldlopen | 2021                   |

Indoor
| Onderdeel | Jaar             |
| --------- | ---------------- |
| 3000 m    | 2019, 2020, 2021 |

## Persoonlijke records
Baan
| Onderdeel | Prestatie     | Datum             | Plaats     |
| --------- | ------------- | ----------------- | ---------- |
| 800 m     | 1.51,87       | 28 juni 2018      | Nijmegen   |
| 1000 m    | 2.23,54       | 18 mei 2019       | Lisse      |
| 1500 m    | 3.35,67       | 7 september 2022  | Pfungstadt |
| 2000 m    | 4.58,92       | 24 juli 2020      | Bern       |
| 3000 m    | 7.34,47 (NR)  | 25 augustus 2024  | Chorzów    |
| 5000 m    | 13.02,43 (NR) | 15 juni 2025      | Stockholm  |
| 10.000 m  | 27.59,10      | 19 september 2020 | Leiden     |

Indoor
| Onderdeel   | Prestatie     | Datum            | Plaats |
| ----------- | ------------- | ---------------- | ------ |
| 1500 m      | 3.40,34       | 11 februari 2023 | Metz   |
| 1 Eng. mijl | 3.54,82       | 3 februari 2024  | Boston |
| 2000 m      | 5.04,10       | 17 februari 2022 | Liévin |
| 3000 m      | 7.38,20       | 7 februari 2025  | Liévin |
| 5000 m      | 13.08,60 (NR) | 26 januari 2024  | Boston |

Weg
| Onderdeel | Prestatie     | Datum            | Plaats               |
| --------- | ------------- | ---------------- | -------------------- |
| 5 km      | 13.26 (NR)    | 5 april 2025     | Nijmegen             |
| 10 km     | 27.59 (ex-NR) | 25 februari 2024 | Castelló de la Plana |
| 15 km     | 43.19         | 17 november 2024 | Nijmegen             |

## Palmares

### 1500 m
- 2016:  NK indoor - 3.49,05
- 2016:  NK - 3.54,10
- 2017: 10e EK U23 te Bydgoszcz - 3.51,25 (in serie 3.43,96)
- 2018:  NK - 3.58,60
- 2020:  NK - 3.45,62
- 2023:  NK indoor - 3.48,30

### 3000 m
- 2019:  NK indoor - 7.54,95
- 2020:  NK indoor - 7.54,85
- 2021:  NK indoor - 7.52,97

Diamond League-resultaten
- 2024: 11e London Grand Prix - 7.37,12 (NR)
- 2024: 11e Kamila Skolimowska Memorial – 7.34,47 s (NR)
- 2024: 8e Weltklasse Zürich - 7.40,20

### 5000 m
- 2019:  NK - 13.59,09
- 2020:  NK - 13.36,37
- 2021:  NK - 13.31,09
- 2021: DNF in serie OS
- 2023: 6e Nacht van de Atletiek - 13.05,06 (NR)
- 2023:  NK - 13.37,56
- 2024: 18e EK - 13.32,77
- 2024: 13e OS - 13.21,56
- 2025:  NK - 14.01,07

Diamond League-resultaten
- 2020: 4e Herculis - 13.13,06 (ev. NR)
- 2024: DNF Bislett Games
- 2024: 10e Golden Gala - 13.09,00
- 2025: 4e Stockholm Bauhaus Athletics - 13.02,43 (NR)
- 2025: 11e Herculis - 13.06,95

### 10.000 m
- 2020:  NK - 27.59,10

### 5 km
- 2020:  Seven Hills Testrun te Nijmegen - 13.31 (NR)
- 2024:  Seven Hills Record Run Nijmegen - 13.28

### 15 km
- 2022: 8e Zevenheuvelenloop - 43.21
- 2023: 5e Zevenheuvelenloop - 44.01
- 2023: 5e Montferland Run - 44.04

### veldlopen
- 2019: 33e EK (10,2 km) - 31.40
- 2021:  NK (10.000 m) - 29.34
- 2021: 20e EK (10,0 km) - 31.20
- 2022: 24e EK - 30.44